# ريتا كليفتون
ريتا آن كليفتون (بالإنجليزية: Rita Ann Clifton)‏ (من مواليد 30 يناير 1958). تعمل في مجال الإعلانات البريطانية ورئيسة سابقة لشركة Interbrand. تعمل ريتا حاليًا كمتحدثة ومشرفة وكاتبة ومديرة لمجموعة شركات.
سميت كليفتون باسم "Doyenne of branding" من قبل مجلة Campaign، وباسم «براند براند» من قبل فاينانشال تايمز، ووصفتها صحيفة ديلي تلغراف بأنها «رائدة في العلامات التجارية».

## حياتها
ولدت كليفتون في هاي ويكومب. كان طموح طفولتها أن تكون راقصة باليه، توفي والدها عندما كان عمرها 12 عاما.
التحقت بمدرسة ويكومب الثانوية، وهي مدرسة للبنات فقط في هاي ويكومب، ثم ذهبت إلى كلية نيونهام للإناث في كامبريدج حيث درست الكلاسيكية، وتخرجت في عام 1979.

## عملها
من عام 1983 إلى 1986 عملت في JWT. ومن عام 1986 حتى عام 1997 عملت كليفتون لشركة «ساتشي & ساتشي» ثم أصبحت نائبة الرئيس من 1995-1997. انضمت إلى شركة Interbrand البريطانية كرئيسة تنفيذية في عام 1997، وأصبحت رئيسًا عام 2002.
هي رئيسة لشركة Populus Ltd ورئيسة لجمعية أبحاث السوق. كما تعمل في بعض الشركات كمديرة غير تنفيذية مثل بوبا وجمعية بناء المجتمع الوطني.
عملت كليفتون سابقًا كمديرة غير تنفيذية لـ Dixons Retail من 2002 إلى 2012.

## منشوراتها
- مستقبل الماركات: الإصدار الخامس والعشرون، 31 مارس 2000، مطبعة جامعة نيويورك - (ردمك 0814737668)
- العلامات التجارية - الاقتصادية، (ردمك 1846681197) (19 مارس 2009/ كتب اقتصادية)

## حياتها الشخصية
التقت كليفتون ببراين أستلي - زوجها - وهو من مواليد نوفمبر 1987 وصديقتها إليزابيث وهي من مواليد مايو 1991 كانوا يعملون معا على حساب راونتري في ساتشي. تزوجت ريتا كليفتون في أغسطس 1999 في كنسينغتون وتشيلسي.
في مقابلة مع صحيفة ديلي تلغراف في سبتمبر / أيلول 2002، وصفت كليفتون نفسها بأنها أكبر امرأة تمتلك طفل في ساتشي، وقالت إنها عادت إلى مكتبها بعد 10 أسابيع من الولادة. وقالت «شعرت بأنني مضطرة للتظاهر بأن الحمل لم يكن له أي تأثير على الإطلاق». «أردت العودة إلى العمل، لكن ربما سيتوقف ذلك قريباً.»
حصلت ريتا كليفتون على جائزة CBE في قائمة الشرف لعام 2014.

## وصلات خارجية
- Official Website